# Стильпномелан

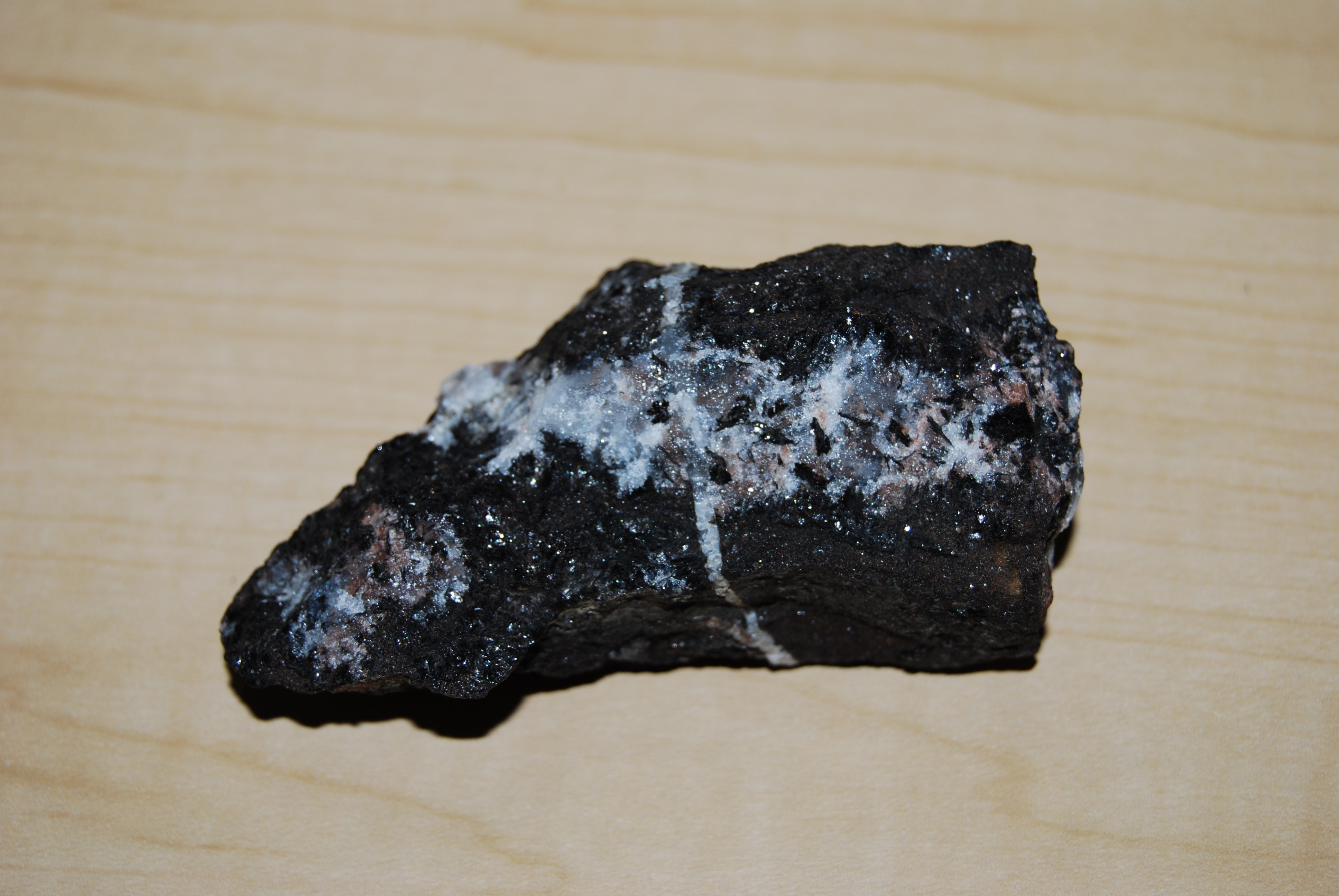
Стильпномелан

Стильпномелан (англ. stilpnomelane; нім. Stilpnomelan m) — Мінерал, водний силікат калію, заліза, магнію і алюмінію шаруватої будови. 

## Етимологія та історія
Вперше його було описано в 1827 році, де він зустрічався в Моравії, Чехія. Назва походить від грецьких слів stilpnos, що означає сяючий, блискучий та melanos, що означає чорний (Ернст Фрідріх Глокер, 1827).

## Опис
Хімічна формула:
- 1. За Є. Лазаренком: (K, H3O)(Fe2+,Fe3+, Mg, Al)3[(OH)2Si4O10]∙nH2O.
- 2. За К.Фреєм: K0,6(Fe, Mg)6 (Si8Al)(O, OH)27•(2-4)Н2О.
- 3. За «Fleischer's Glossary» (2004): K(Fe, Mg)8(Si, Al)12(O, OH) 27.

Домішки: MnO; Na2O.
Сингонія моноклінна. Форми виділення: листуваті або волокнисті аґреґати, кірочки. Густина 2,59-2,96. Тв. 3-4. Колір зелено-чорний, бурий. Поширений гідротермальний мінерал, який утворюється на останній стадії метаморфізму гірських порід, збагачених залізом. Зустрічається в слабко метаморфізованих сланцях, часто у формі залізистих кварцитів. Асоціює з піритом, сидеритом, лімонітом, сфалеритом, кварцом.

## Розповсюдження
Знахідки: Гессен (ФРН), Горні-Удолі, Горні-Бенешов, Штернбнрґ (Моравія, Чехія), Хібічов (Словаччина), кантон Ґраубюнден (Швейцарія), Нордмаркен (Швеція), Казахстан.

## Різновиди
Розрізняють:
- стильпномелан залізистий (різновид, в якому переважає закисне залізо над окисним; вміст FeO — 20-30 %, Fe2O3 — 3-14 %),
- стильпномелан залізисто-манґанистий (різновид, що містить до 22 % FeO, до 8 % Fe2O3 і до 7 % MnO),
- стильпномелан залізний (різновид, де переважає окисне залізо над закисним; вміст FeO — 1,5-14 %; Fe2O3 –22-32 %),
- стильпномелан манґанистий або парсетенсит (різновид, що містить до 34 % MnO; за назвою Парсеттенс-Альп, Швейцарія).

## Інші значення терміна
Невпорядковані змішаношаруваті зростки гідрослюди та вермікуліту — продукти зміни триоктаедричних слюд. Синоніми: мінгуетит, халькодит.